# Nachal Sanoach
Der Nachal Sanoach (hebräisch נַחַל זָנוֹחַ, englisch Nahal Zanoah)  ist ein Wadi in den Judäischen Bergen (הֲרֵי יְהוּדָה Harej Jəhūdah, deutsch ‚Berge Judäas‘) im Jerusalemer Korridor (hebräisch פְּרוֹזְדּוֹר יְרוּשָׁלַיִם ‚Prōzdōr Jɘrūschalajim‘) in Israel. Der Fluss wurde nach der Stadt Sanoach benannt.
Nachal Sanoach beginnt in einer Höhe von über 600 Metern in der Nähe des Dorfes Matta (מַטָּע). Dann verläuft der Fluss nach Westen und durchläuft ein Tal mit bewaldeten Hängen. In der Nähe Beit Schemesch biegt der Fluss nach Norden ab und verläuft etwa 5 km entlang der Route des Highway . Östlich von Beit Schemesch münden folgende Flüsse in den Strom:
- Nachal Osen (נַחַל אֹזֶן)
- Nachal Meʿara (נַחַל מְעָרָה)
- Nachal Dolev (נַחַל דֹּלֶב)
- Nachal Machseja (נַחַל מַחְסֵיָה)
- Nachal Jaʿale (נַחַל יַעֲלֶה)

Am nordöstlichen Stadtrand von Beit Schemesch mündet der Nachal Sanoach in den Nachal Soreq.